# Dolichoderus bruneti
Espèce
Dolichoderus bruneti est une espèce fossile de fourmis de la sous-famille des Dolichoderinae, de la tribu des Dolichoderini dans le genre Dolichoderus.

## Classification
L'espèce Dolichoderus bruneti est décrite en 1937 par le paléontologue français Nicolas Théobald (1903-1981) dans sa thèse. 

### Fossiles
L'holotype R366, de l'ère Cénozoïque, et de l'époque Oligocène (33,9 à 23,03 Ma) faisait partie de la collection Mieg du musée de Bâle en Suisse et vient du gisement de Kleinkembs (mine de sel). 
Cet holotype a deux cotypes R499 et R22 venant de la même collection et du même lieu, ainsi que les deux autres échantillons R333 (?) et R282 (?).

### Confirmation du genreDolichoderus
L'espèce Dolichoderus affectus est confirmée dans le genre Dolichoderus en 2012 par le myrmécologue anglais Barry Bolton (1938-). 

### Étymologie
L'épithète spécifique bruneti signifie en latin « brunes ».

## Description

### Caractères
La diagnose de Nicolas Théobald en 1937, : 

« Insecte de couleur brunâtre. Tête subrectangulaire, un peu plus longue que large, bord postérieur un peu concave ; ocelles manquent ; yeux petits, placés vers le milieu de la tête ; mandibules grandes et saillantes. Thorax ovale, rétréci vers l'arrière, on y reconnaît le pronotum, méso- et métanotum. Pétiole court. Abdomen ovale, allongé, quatre segments; le premier segment montre les mêmes dépressions longitudinales que le ♂ de Euponera calcarea. ».

### Dimensions
La longueur totale est de 8 mm.

### Affinités
« Semble identique à Dolichoderus explicans, bien qu'étant de taille un peu plus petite. 
Appartiennent à la même espèce R499,22 (pl XIV, fig. 13), ainsi que R333 (?) et R282 (?). ».

## Galerie
- Ailes d'espèces vivantes du genre Dolichoderus.
- Vue de profil de l'aile d'une fourmi Dolichoderus bispinosus.
- Vue de profil de l'aile d'une fourmi Dolichoderus quadripunctatus
- Vue de profil de l'aile d'une fourmi Ponera exotica.

- Quelques espèces vivantes du genre Dolichoderus.
- Dolichoderus attelaboides.
- Dolichoderus beccarii.
- Dolichoderus decollatus.
- Dolichoderus germaini.
- Dolichoderus lutosus.
- Dolichoderus plagiatus.
- Dolichoderus quadripunctatus, ouvrière.
- Dolichoderus sibiricus.
- Dolichoderus taschenbergi.
- Dolichoderus validus.

### Publication originale
- [1937] Nicolas Théobald, « Les insectes fossiles des terrains oligocènes de France 473 p., 17 fig., 7 cartes,13 tables, 29 planches hors texte », Bulletin Mensuel de la Société des Sciences de Nancy et Mémoires de la Société des sciences de Nancy, Imprimerie G. Thomas,‎ 1937, p. 1-473 (ISSN 1155-1119 et 2263-6439, OCLC 786027547). .